# Naturbahnrodel-Juniorenweltmeisterschaft 2022
Die 13. FIL-Naturbahnrodel-Juniorenweltmeisterschaft von der Fédération Internationale de Luge fand am 5. und 6. Februar 2022 im Jaufental statt. Die Einsitzer-Wettkämpfe wurden in drei, jene der Doppelsitzer in zwei Wertungsläufen ausgetragen.

## Herren-Einsitzer
| Platz | Name                | Zeit (min) |
| ----- | ------------------- | ---------- |
| 01    | Fabian Brunner      | 2:35,75    |
| 01    | Daniel Gruber       | 2:35,75    |
| 03    | Alex Oberhofer      | 2:36,62    |
| 04    | Miguel Brugger      | 2:36,80    |
| 05    | Pavel Ivashkevich   | 2:38,37    |
| 06    | Hannes Unterholzner | 2:38,40    |
| 07    | Blaz Mekina         | 2:38,85    |
| 08    | Florian Freigassner | 2:39,58    |
| 09    | Simon Achenrainer   | 2:40,19    |
| 10    | Dominik Peter Maier | 2:40,51    |

Datum: 6. Februar 2022
Es waren 26 Teilnehmer am Start.

## Einsitzer Damen
| Platz | Name                   | Zeit (min) |
| ----- | ---------------------- | ---------- |
| 01    | Riccarda Ruetz         | 2:39,76    |
| 02    | Katharina Hofer        | 2:39,91    |
| 03    | Sarah Schiller         | 2:41,66    |
| 04    | Jenny Castiglioni      | 2:41,99    |
| 05    | Ivonne Müller          | 2:44,13    |
| 06    | Verena Alexandra Fuchs | 2:46,65    |
| 07    | Ekaterina Guk          | 2:47,27    |
| 08    | Melat Eberhöfer        | 2:47,99    |
| 09    | Evgeniia Fedorova      | 2:48,57    |
| 10    | Nika Nemec             | 2:49,12    |

Datum: 6. Februar 2022
Es waren 20 Teilnehmerinnen am Start.

## Doppelsitzer
| Platz | Name                                       | Zeit (min) |
| ----- | ------------------------------------------ | ---------- |
| 1     | Matevz Vertelj – Vid Kralj                 | 1:51,45    |
| 2     | Aleksandr Bashko – Aleksandr Kalitov       | 1:51,73    |
| 3     | Pavel Ivashkevich – Viacheslav Kudriavtsev | 1:52,14    |
| 4     | Anton Gruber Genetti – Hannes Unterholzner | 1:52,50    |
| 5     | Peter Neupauer – Dominik Neupauer          | 1:56,97    |
| 6     | Gabriel Halcin – Samuel Halcin             | 2:05,36    |

Datum: 5. Februar 2022

## Medaillenspiegel
| Platz | Land        | Gold | Silber | Bronze | Gesamt |
| ----- | ----------- | ---- | ------ | ------ | ------ |
| 1.    | Italien     | 2    | 1      | 1      | 4      |
| 2.    | Österreich  | 1    | 0      | 0      | 1      |
| 2.    | Slowenien   | 1    | 0      | 0      | 1      |
| 4.    | Russland    | 0    | 1      | 1      | 2      |
| 5.    | Deutschland | 0    | 0      | 1      | 1      |